# Анциферов, Владимир Васильевич
Владимир Васильевич Анциферов (род. 18 марта 1957, Гайворон, Кировоградская область) — российский военачальник, генерал-майор (2000). Командующий 27-й гвардейской ракетной армии (2008—2010). Начальник вооружения — заместитель командующего Ракетных войск стратегического назначения Российской Федерации по вооружению (2010).

## Биография
Родился 18 марта 1957 года в городе Гайворон Кировоградской области Украинской ССР.
С 1974 по 1979 год обучался в Харьковском высшем военном командно-инженерном училище ракетных войск имени Маршала Советского Союза Н. И. Крылова. С 1979 по 2010 год служил в составе Ракетных войск стратегического назначения СССР — Ракетных войск стратегического назначения Российской Федерации. С 1979 по 1985 год находился на различных командно-инженерных должностях, в том числе начальник расчёта, начальник отделения, с 1982 по 1983 год — командир ракетной батареи, с 1983 по 1985 год — командир группы подготовки и пуска, с 1985 года — начальник штаба и заместитель командира ракетного дивизиона 344-го гвардейского ракетного полка.
С 1985 по 1989 год обучался на командном факультете Военной академии имени Ф. Э. Дзержинского. С 1989 по 1991 год — заместитель командира 586-го гвардейского ракетного полка по боевому управлению. С 1991 по 1995 год — командир Иркутского ракетного полка. С 1995 по 1999 год — начальник штаба и заместитель командира 29-й гвардейской ракетной дивизии. С 1999 по 2004 год — командир 29-й гвардейской ракетной дивизии, в составе 50-й ракетной армии. В частях дивизии под руководством В. В. Анциферова состояли стратегические пусковые ракетные установки с баллистическими ракетами «РС-24», «РС-26» и «РТ-2ПМ».
С 2004 по 2007 год — начальник штаба — первый заместитель командующего и член Военного совета 33-й гвардейской ракетной армии. С 2007 по 2008 год — начальник эксплуатации и ремонта вооружения и военной техники и заместитель начальника Управления вооружения РВСН РФ. С 2008 по 2010 год — командующий 27-й гвардейской ракетной армии, в составе шести соединений армии под руководством В. В. Анциферова состояли стратегические ракетные комплексы с межконтинентальными баллистическими ракетами «УР-100Н УТТХ», «Тополь» и «Тополь-М». С февраля по декабрь 2010 года — начальник вооружения — заместитель командующего РВСН РФ по вооружению.
С 2010 года в запасе Вооружённых Сил Российской Федерации. С 2010 по 2012 год — заместитель генерального директора ЦНПО «КАСКАД». С 2012 года — председатель комитета по мобилизационной политике администрации Владимирской области.

## Награды
- Орден «За военные заслуги» (2004)
- Орден Почёта (2008)[1]